# Ruda (Turek)
Pour les articles homonymes, voir Ruda.
Ruda est une localité polonaise de la gmina mixte de Tuliszków, située dans le powiat de Turek en voïvodie de Grande-Pologne. Elle se trouve à environ 7 kilomètres au nord-ouest de la ville de Turek et 108 km à l'est de Poznań, la capitale régionale. 

## Géographie

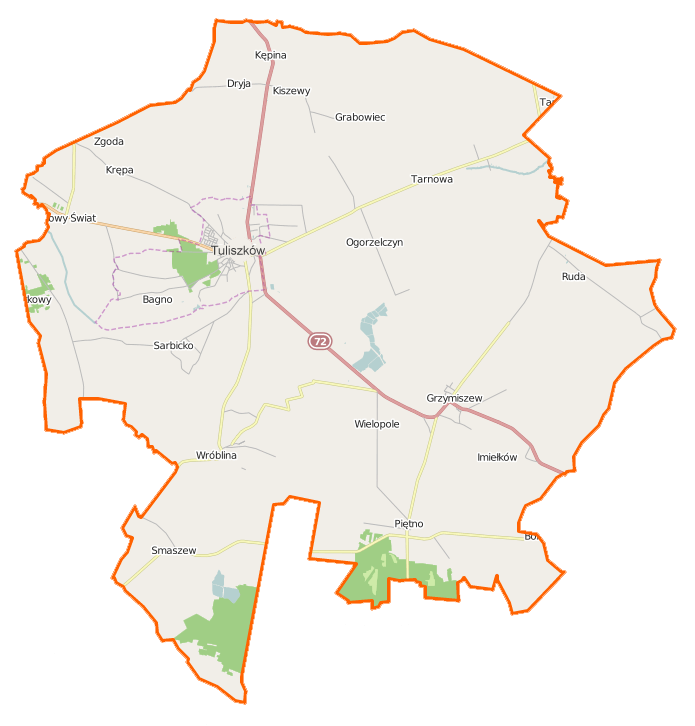
Carte de la gmina de Tuliszków.